# ستيوارت ناغل
ستيوارت ناغل (بالإنجليزية: Stuart Nagel)‏ هو عالم سياسة أمريكي، ولد في 29 أغسطس 1934 في West Ridge, Chicago ‏ في الولايات المتحدة، وتوفي في 18 نوفمبر 2001.